# Ex Mai Love
"Ex Mai Love" é uma canção gravada pela cantora brasileira Gaby Amarantos, sendo lançada em 05 de abril de 2012 como segundo single do seu primeiro álbum solo, Treme (2012).

## Composição
A canção foi composta por Veloso Dias em 2008. Foi inspirada por uma desilusão amorosa do músico.

## Divulgação
A canção estreiou na novela Cheias de Charme da Rede Globo como tema de abertura e se tornou um sucesso em todo o país.

## Faixas
| Download digital |               |                |         |  |
| N.º              | Título        | Compositor(es) | Duração |  |
| 1.               | "Ex Mai Love" | Veloso Dias    | 2:55    |  |